# Bassan
Bassan – miejscowość i gmina we Francji, w regionie Oksytania, w departamencie Hérault.
Według danych na rok 1990 gminę zamieszkiwały 1353 osoby, a gęstość zaludnienia wynosiła 199 osób/km² (wśród 1545 gmin Langwedocji-Roussillon Bassan plasuje się na 272. miejscu pod względem liczby ludności, natomiast pod względem powierzchni na miejscu 914.).